# De Havilland DH.15
Le de Havilland DH.15 Gazelle est un banc d'essai pour le moteur B.H.P Atlantic, converti à partir d'un de Havilland DH.9A pour des essais en vol en 1919-20. Un seul fut construit.

## Développement
Le DH.15 Gazelle, plus souvent connu comme le DH.15, était un DH.9A, complet avec armement d'origine, converti pour être utilisé comme banc d'essai moteur. Le moteur impliqué était le V-12 B.H.P. Atlantic (en) de 500 ch (373 kW), refroidi à l'eau, produit par Galloway Engineering Co., qui fusionna deux blocs six cylindres en ligne B.H.P. sur un carter commun. Ceci remplaça le moteur Liberty 12 de 400 ch (300 kW) du DH.9A, bien que sans grand changement d'apparence, puisque l'Atlantic a été monté derrière un radiateur rectangulaire semblable. Les deux moteurs étaient des V-12 droits, avec les vilebrequins près de la base et l'hélice montée bas sur le nez. Les tuyaux d'échappement sur le DH.15 étaient plus longs que ceux des DH.9A, courant vers l'arrière à partir de la partie supérieure des côtés du moteur, se terminant à hauteur du poste de pilotage.
Deux DH.15 furent commandés, mais un seul a été construit. Il a réalisé de nombreux vols avec le moteur Atlantic, entre 1919 et 1920.